# Dottergele wever
De dottergele wever (Ploceus vitellinus) is een zangvogel uit de familie Ploceidae (wevers en verwanten).

## Kenmerken
De vogel is gemiddeld 14 cm lang en weegt 18 tot 22 g. Deze vogel lijkt sterk op de Heuglins wever (P. heuglini), bij beide soorten heeft het mannetje in broedkleed een zwart masker en een gele buik en borst en van boven olijfgroen met donkere strepen. Deze soort is echter iets slanker en de kruin is donkerder oranjegeel, waarbij het zwart van het masker een smal bandje boven de snavel vormt. Het vrouwtje en het mannetje buiten de broedtijd zijn grijsgeel op borst en buik met een opvallende, lichtgele wenkbrauwstreep.

## Verspreiding en leefgebied
Deze soort telt 2 ondersoorten:
- P. v. vitellinus: van Mauritanië, Senegal en Gambia tot zuidwestelijk Soedan.
- P. v. uluensis: van zuidoostelijk Soedan, Ethiopië en Somalië tot centraal Tanzania.

Het leefgebied bestaat uit droog savannelandschap met wat bos en struikgewas. Meestal in laagland, maar in het oosten van het verspreidingsgebied ook in hoogland tot 2000 m boven de zeespiegel.

## Status
De grootte van de wereldpopulatie is niet gekwantificeerd. De soort is vrij algemeen en men veronderstelt dat de soort in aantal stabiel is. Om deze redenen staat de dottergele wever als niet bedreigd op de Rode Lijst van de IUCN.